# Сталкер (издавачка кућа)
Сталкер је српска издавачка кућа са седиштем у Дебрцу. Основана је јануара 2021. године   и бави се продајом стрипова, манги и графичких романа.

## Издања
- Осми путник — графички роман
- Ноћ
- Сећам се Прата
- Никад човек
- Ватре и шапат
- Легенда о Арну
- Моби Дик
- Дракула
- Деца мора
- Легенде данашњице
- Ледени демон
- Желим да поједем твој панкреас
- Наши снови у сумрак
- Прстен Нибелунга
- Никопол
- Свет Едене
- Архе & Лајла
- Сто посто
- Пустоловине Фредија Ломбара
- Екстерминатор 17
- Килилана Сонг